# Poliofoca gebenna
Poliofoca gebenna là một loài bướm đêm trong họ Noctuidae.